# 진화적으로 안정한 전략
진화적으로 안정한 전략(evolutionarily stable strategy, ESS)은 진화게임이론에서 어떤 한 개체군에서 대부분의 개체가 어느 전략 S대로 행동하면 다른 전략 T가 그 개체군에 퍼질 수 없을 때 전략 S를 부르는 말이다. 1970년대에 존 메이너드 스미스(John Maynard Smith)가 전략 및 게임이론으로 개발하였다.
전략 S가 ESS가 되려면 다음 두 조건 중 하나를 만족해야 한다.
1. E(S,S) > E(T,S) for all T ≠ S or
2. E(S,S) = E(T,S) and E(S,T) > E(T,T) for all T ≠ S.

여기서 E(A,B)는 전략 A대로 행동하는 개체와 전략 B대로 행동하는 개체가 경쟁을 할 때, 전략 A대로 행동하는 개체가 얻을 수 있는 이익을 말한다.
한편 이 경우를 이산대칭경쟁으로 가정하고 순수ESS와 혼합ESS으로 다룰수있다.

## 예
어떤 원숭이 무리가 있는데, 한 원숭이가 다른 원숭이를 만났을 때 보이는 반응이 두 가지가 있다고 치자. 한 반응은 "협력"으로, 처음 보는 원숭이나 예전에 내 몸의 이를 잡아 준 적이 있는 원숭이의 몸의 이를 잡아 주는 것이다. 다른 한 반응은 "사기"로, 상대 원숭이가 내 몸의 이를 잡아 줄 때까지 기다리다가 끝나면 자기는 상대 원숭이 몸의 이를 잡아 주지 않고 도망 가는 것이다. 협력하는 원숭이는 자신에게 한 번 사기를 친 원숭이를 다시 만나면 기억하고 있다가 이를 잡아 주지 않는다. 몸에 이가 있으면 피를 빼앗기고 병에 걸릴 수 있으므로, 이를 제거하는 것은 매우 유익한 일이다. 그리고 상대의 이를 잡아 주는 것은 나의 시간과 힘이 들므로 약간 손해인 일이다.
이 무리의 모든 원숭이가 사기를 치는 원숭이라고 치자. 이들은 모두 이를 제거하지 못하므로 건강이 악화된다. 이 무리에 유전자 돌연 변이로 협력하는 특성을 지닌 원숭이가 한 명 태어난다고 하면, 이 원숭이는 무리의 다른 원숭이에 비해 오히려 약간 손해를 보게 된다. 내 몸의 이는 제거하지 못했지만 상대방의 이를 잡아 주는 수고를 하기 때문이다. 이 원숭이가 자식을 여럿 낳으면 그 자식들에게 협력 유전자가 전달될 수 있다. 이들은 가까운 곳에 모여 살 가능성이 크므로, 서로와 만날 가능성이 크다. 협력하는 원숭이와 협력하는 원숭이가 만나면 두 마리 모두 몸의 이를 제거하는 큰 이익을 얻는다. 협력하는 원숭이들은 몸의 이를 제거하지 못한 다른 사기꾼 원숭이들에 비해 더 건강하게 되고, 건강하면 자손을 더 많이 나을 수 있다. 따라서 세대가 지날수록 협력하는 원숭이의 비율이 계속 커져 간다. 따라서, 사기 전략은 진화적으로 안정한 전략이 아니며 협력 전략이 무리에 퍼진다.
이 무리 모두가 협력하는 원숭이일 때, 돌연 변이로 사기를 치는 원숭이가 태어나면, 처음 만나는 모든 주변 원숭이들로부터 수고 없이 이를 제거해 받을 수 있다. 그래서 사기 치는 원숭이는 협력하는 원숭이보다 약간 더 큰 이익을 얻는다. 하지만 주변 원숭이의 숫자는 무한대가 아니므로, 결국 시간이 지나면 만났던 원숭이를 또 만나게 되고, 결국에는 주변의 모든 원숭이로부터 이를 제거해 받을 수 없게 된다. 이것은 장기적으로 봤을 때 처음에 얻었던 약간 더 큰 이익보다 훨씬 큰 손해이다. 이 원숭이는 이를 제거하지 못해 건강이 악화되고, 협력해서 이를 제거한 다른 원숭이들에 비해 자식을 적게 남길 확률이 크다. 이 원숭이가 자식을 낳는다고 해도 자식에게 사기 치는 유전자가 전달되면 부모 때보다 상황은 더 악화된다. 부모 때는 형제를 포함해 처음 만나는 모든 원숭이가 협력하는 원숭이이었지만, 자식 때는 형제들은 사기 치는 원숭이이기 때문이다. 사기 치는 원숭이들끼리 만나면 아무도 이를 제거하지 못하게 되어 건강상 큰 손해를 보게 되고, 적은 자손을 남기게 된다. 따라서, 협력 전략은 사기 전략의 침범을 받지 않는 진화적으로 안정한 전략이다.

## 같이 보기
- 게임이론